# Lingua sukuma
Il sukuma (nome nativo kisukuma) è una lingua bantu dell'Africa orientale.
La lingua sukuma viene parlata da circa 5 milioni e mezzo di persone, appartenenti all'omonima popolazione (nome nativo wasukuma), stanziata nella parte nordoccidentale della Tanzania lungo le sponde meridionali e a sud del lago Vittoria (regioni di Mwanza, Shinyanga e Kagera). Il sukuma è la maggiore lingua tanzaniana per numero di parlanti madrelingua (circa il 13% della popolazione totale), con l'eccezione dello swahili, lingua ufficiale del Paese, parlata però spesso come seconda lingua.
All'interno del gruppo delle lingue bantu, viene classificata nel sottogruppo delle lingue sukuma-nyamwezi (F20), che comprende altre parlate simili della Tanzania occidentale, tra cui il nyamwezi, altra importante lingua della zona. All'interno della lingua sukuma vengono individuate due principali forme dialettali, chiamate gwe (kigwe) e kiya.
Il sukuma, analogamente a quasi tutte le lingue bantu, è una lingua tonale, con quattro toni distinti. In sukuma esistono 18 classi nominali (grosso modo corrispondenti ai generi grammaticali dell'italiano), identificate con diversi prefissi.